# Карело-финска съветска социалистическа република
Карело-финската съветска социалистическа република е република в състава на Съюза на съветските социалистически републики от 1940 до 1956 г. През 1956 г. е преобразувана в Карелска автономна съветска социалистическа република.

## История
Във връзка с плановете на съветското ръководство да включи в състава на СССР и Финландия – последната от неприсъединените територии, спадащи към съветската сфера на влияние съгласно съветско-германските договори от 1939 г. (както и пакта Рибентроп-Молотов) и въпреки несъответствията с негласните стандарти, необходими за образуване на съюзна република (численост на населението и някои други параметри), Автономната карелска съветска социалистическа република (от състава на РСФСР) е преобразувана в Карело-финска ССР.
Съветският замисъл е Карело-финската ССР да стане пълноценна 16-а република на СССР на териториите на Карелия и Финландия след присъединението на последната в резултат на планираната победоносна война. На 1 декември 1939 г. е провъзгласено новото промосковско народно правителство на Финландия от финландски комунисти начело с Ото Куусинен, което е трябвало да влезе във Финландия „на щиковете“ на Червената армия и, следвайки прибалтийския сценарий, да обяви присъединяването ѝ към СССР.
Започнатата от СССР съветско-финландска война (30 ноември 1939 – 12 март 1940), известна като Зимната война, приключва само с разгрома на Финландия, по причини на изострената международна политика, големите загуби и деморализацията на Червената армия. В резултат на Зимната война към СССР е присъединен Карелският провлак и други територии.
Въпреки неуспеха на Зимната война и провалянето на първоначалния план за присъединяване на Финландия към СССР съветското ръководство не се отказва от осъществяването му в близкото бъдеще. За тази цел веднага след войната, на 31 март 1940 г., е образувана Карело-финската ССР начело с Ото Куусинен.
През 1956 г. е преобразувана в Карелска автономна съветска социалистическа република.